# George Bailey (Leichtathlet)
George Bailey (George William Bailey; * 29. April 1906 in Buxton; † 24. Juli 2000 in Bury St Edmunds) war ein britischer Hindernis- und Langstreckenläufer.
Bei den British Empire Games 1930 in Hamilton siegte er für England startend im Hindernislauf über acht Runden. 1932 wurde er bei den Olympischen Spielen in Los Angeles Fünfter über 3000 m Hindernis und schied über 5000 m im Vorlauf aus. Bei den British Empire Games 1934 in London gewann er Bronze über zwei Meilen Hindernis.
1930 und 1935 wurde er Englischer Meister über zwei Meilen Hindernis, 1933 im Zehn-Meilen-Bahnlauf. 1936 wurde er Zweiter beim Daily Dispatch Cup Marathon.

## Persönliche Bestzeiten
- 5000 m: 15:36,8 min, 1933
- 10-Meilen-Bahnlauf: 50:51,0 min, 22. April 1933, Sheffield
- Marathon: 2:40:14 h, 11. April 1936, Manchester
- 3000 m Hindernis: 9:16,0 min,	1. August 1932, Los Angeles